# L'Autopède

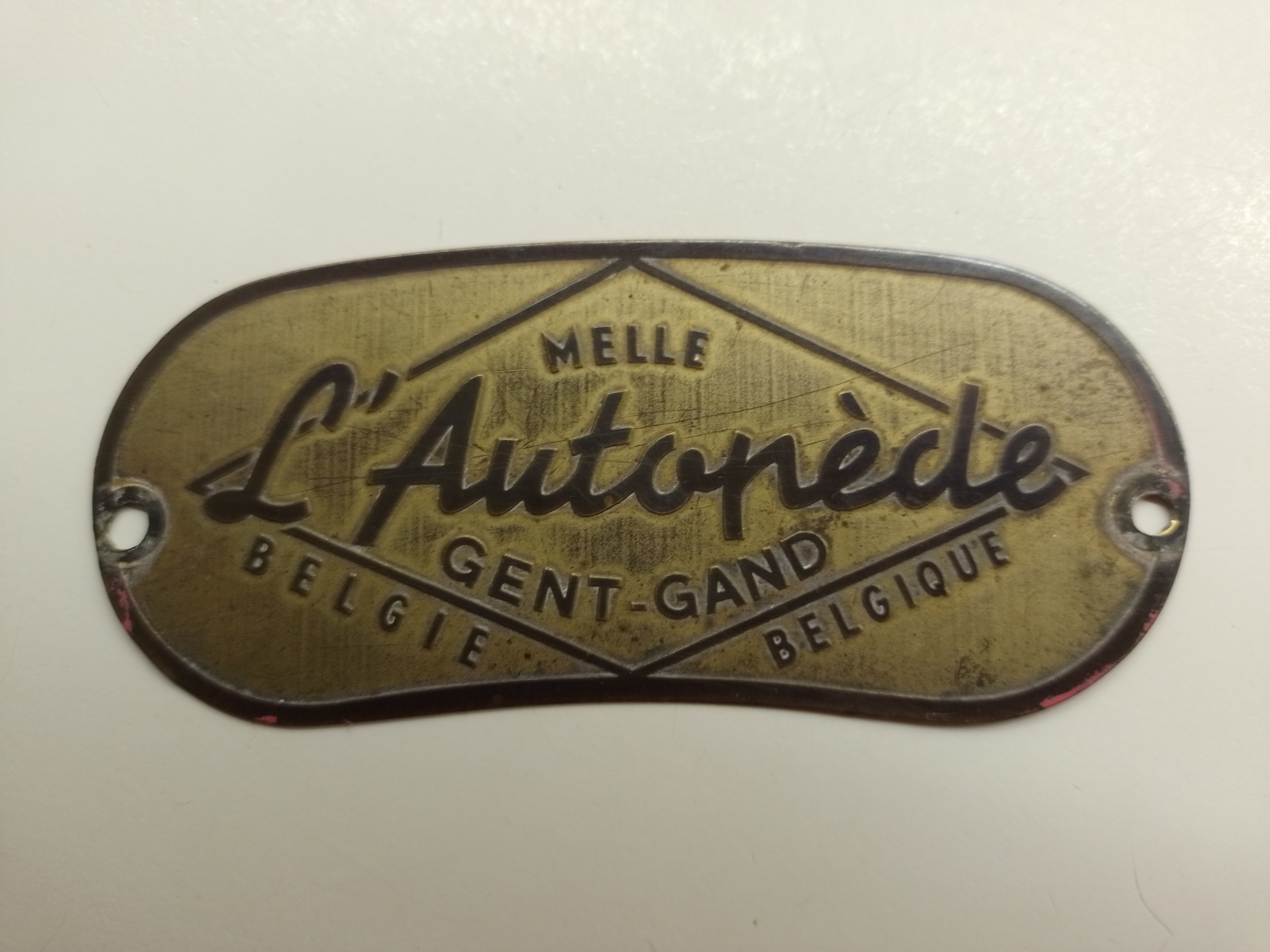
Beeldmerk L'Autopède

L'Autopède was een Belgische producent van kermisattracties en -uitrusting, vooral draaimolen attributen.

## Geschiedenis
Het in de jaren 1940 door Karel Baeyens opgerichte bedrijf was gevestigd in Mariakerke tot  het zich in 1957 vestigde in Melle. In 2015 werd de fabriekshal gesloten. Het aanbod was zeer gevarieerd: auto's, autobussen, tractoren, brandweerwagens, raketlanceerders, vliegtuigen, helikopters, tanks, jeeps, koetsen, bootjes, vliegende schotels, maanwagens en futuristische motormodellen.

## Trivia
Het eerste attribuut dat in Sint-Amandsberg (Gent) werd gemaakt was een trapautootje voor de eerst geboren zoon. Het model was geïnspireerd op de Lincoln Zephyr. De getekende versie van dit automodel komt als striptekening 22 maal voor in het Kuifje album De zeven kristallen bollen.